# Renée Théobald
 (septembre 2023).
Si vous disposez d'ouvrages ou d'articles de référence ou si vous connaissez des sites web de qualité traitant du thème abordé ici, merci de compléter l'article en donnant les références utiles à sa vérifiabilité et en les liant à la section « Notes et références ».
Renée Théobald, née le 7 mars 1926 à Paris où elle est morte le 30 juillet 2014, est une artiste-peintre, figurative, française, rattachée à l’école de Paris de l’après-guerre, dite Nouvelle École de Paris. Elle est la mère de Florence Montreynaud, écrivaine féministe, et la grand-mère de l’historienne  Raphaëlle Branche. 

## Biographie

### Années 1940: formation
Renée Théobald fait ses études au lycée Lamartine à Paris. Elle est la fille de Florentine Durr, d’origine alsacienne, qui lui donne son amour de la France et ses convictions féministes, et de Michel Théobald, professeur agrégé d'allemand. En 1946, elle entre à l'École nationale supérieure des beaux-arts de Paris, dans l’atelier de Souverbie. Elle suit aussi les cours de L’École nationale supérieure des arts décoratifs de Paris.
À partir de 1948, Théobald participe régulièrement aux Salons qui témoignent chaque année des tendances de la peinture française : Salon d’automne, des Artistes français, des Indépendants, de la jeune peinture, du dessin et de la peinture à l'eau, de la Marine, Comparaisons, Terres Latines, Société nationale des Beaux-Arts, ainsi que les salons d’Asnières, de Courbevoie et de Juvisy.

### Années 1950: peintre à part entière

Théobald, Sesimbra, 1959

Sa première exposition particulière a lieu à Paris en 1951. Elle expose à Metz, Strasbourg, Lille, puis, à partir de 1960, à Bruxelles et Mons, avant d’entreprendre une carrière internationale en Europe, au Japon et surtout aux États-Unis, pendant plus de cinquante années.
En 1958, lors de la création du salon très sélectif Les Grands et les Jeunes d’aujourd’hui, au Musée d’art moderne de Paris, qui retient 250 œuvres de « maîtres contemporains connus », tels Picasso, Buffet, Cocteau… et des « jeunes choisis pour leur incontestable valeur », selon les propres termes du Salon,  elle en fait partie. Gauchère contrariée, dessinant de la main droite, Renée Théobald peint librement de la main gauche au couteau. Elle signe de son nom de naissance, sans indiquer son prénom, pour être considérée, non comme une « femme-peintre » sur qui pèsent les préjugés de l'époque, mais comme peintre à part entière, tout en étant aussi épouse et mère de famille avec cinq enfants.

### Années 1960: Rester figurative

Théobald, Dans le port de Hambourg, 1964

Dans une époque marquée en France par la domination de l'art abstrait qu’encourage André Malraux, ministre de la Culture de 1959 à 1969, Théobald conserve son propre langage. Figurative, peu soucieuse de recherches formelles, elle peint ses voyages et veut « donner l’envie de se promener dans ses toiles » lit-on dansLa Lanterne de Bruxelles du 13 février 1963.
La même année, après Munich et Francfort, elle expose à Paris, à l’Atelier Matignon, 24 toiles sur les États-Unis et la Grèce. La presse met en avant « la solidité des paysages et des marines, la fermeté des compositions ». Elle souligne « sa pâte riche », sa « spatule vigoureuse », sa « touche virile et sûre », la « puissance de ses paysages ».
Ses confrères, figuratifs comme elle, avec qui elle expose régulièrement dans les salons parisiens s’appellent Pierre Gaillardot (1910-2002), Michel Rodde (1913-2009), François Baboulet (1914-2010), Daniel du Janerand (1919-1990), Maurice Boitel (1919-2007), Michel Ciry (1919-2018), Paul Collomb (1921-2010), Jean Monneret (1922-), Jean-Pierre Alaux (1925-2020), Jacques Bouyssou (1926-1997), Paul Guiramand (1926-2007), Paul Ambille (1930-2010), Michel Jouenne (1933-2021), Monique Journod (1935-).

### Année 1963: Reconnaissance américaine
En 1963, Théobald est invitée par le De Young Museum de San Francisco qui est alors l’un des cinq musées d’art moderne les plus importants des États-Unis. Elle y présente 40 paysages, orchestres et rues de Paris. Ces toiles sont ensuite montrées au Musée d'art moderne de Miami. La même année elle expose à Beverly Hills, puis c’est son premier one-woman-show à New York en 1964.
« Renée Théobald : le figuratif à son meilleur » titre “La Presse” de Montréal, du 4 avril 1964 commentant son exposition new-yorkaise. Théobald y déclare faire « partie du grand ensemble des peintres figuratifs (…) Je crois que la raison d’être de l’acte de peindre est de pouvoir montrer aux autres à sentir, à voir. (…) Je ne condamne pas l’abstrait, toutes mes toiles passent par une phase abstraite. L’abstrait nous a forcés à repenser la peinture sous un autre angle ». La journaliste, Simone Auger, conclut : Théobald « sait qu’elle a raison lorsqu’elle choisit de s’exprimer elle-même plutôt que de suivre cette mode, cette mode fût-elle la caractéristique la plus marquante de l’histoire de la peinture au 20e siècle. (…) Peut-être, Renée Théobald a-t-elle vu juste en se refusant… à la « négation de la communication » (…) Un retour lent mais net s’effectue vers le figuratif ».
C’est une femme élégante comme les Américains aiment à s’imaginer les Parisiennes. Elle est anglophone contrairement à la majorité des peintres français de cette époque. Enfin, elle est post-impressionniste dans une tradition appréciée par les amateurs d’art américains : « Le couteau de Renée Théobald (…) forme, travaille et cisèle une pâte riche et comme aromatisée, issue d’une palette foncièrement optimiste, servie par un œil aigu et sensuel » lit-on dans “France-Amérique”, du 22 mars 1964.
Sa peinture et sa personnalité séduisent. Hal Boyle, de l’Associated Press, écrit en décembre 1968 un article repris par plus de 300 quotidiens à travers les États-Unis sur cette Française dont la peinture se veut une fenêtre ouverte sur le monde : « j’avais besoin, dit-elle, d’ouvrir une fenêtre dans ma vie (…) je peins pour communiquer, pour être comprise (…) Elle défend la peinture figurative : « Les peintres abstraits parlent un langage qui nécessitent un dictionnaire que la plupart des gens n’ont pas (…) ».
Après San Francisco, la carrière américaine de Théobald s’étend de New York, à Washington, Palm Beach, Dallas et Houston.

### Années 1970-1980: expositions en Scandinavie et au Japon
À partir de 1972 commencent ses relations avec le Japon. Elle participe régulièrement aux expositions de groupe organisées par Marubeni à Tokyo. Ses bouquets sont particulièrement appréciés des collectionneurs japonais : jaunes, roses, tricolores, bouquets joyeux, printaniers, ensoleillés, simples anémones ou marguerites, Théobald ne coupe les fleurs que pour les peindre.
En 1973 et 1974, elle participe au Salon des Peintres Témoins de leur Temps au Japon. Plus tard, en 1997, elle participera à l'exposition franco-japonaise de la Société nationale des Beaux-Arts.
Parallèlement à ses participations au Japon et ses one-woman-shows réguliers aux États-Unis, elle expose en Finlande puis en Suède et continue de partager sa vie entre son atelier à Paris et ses voyages dont elle nourrit ses toiles. Elle aime la vie, les couleurs, les lieux ensoleillés, les îles grecques, les marchés, les villages de Provence, et la mer quand les bateaux dansent. 

### Années 1980-1990: Montrer la France aux États-Unis
À travers ses paysages et ses marines, Théobald continue de faire découvrir aux Américains la France dans sa diversité : des ciels de Bretagne à la Méditerranée, du soleil de Provence aux villages d'Alsace, de la campagne normande aux vignes de Bourgogne, elle peint la France qu'elle aime, et Paris, son « village », avec ses quais, ses péniches, ses places, ses ponts et Notre-Dame. De la Floride à la Californie, les Américains aiment avoir sur leurs murs cette France-là.
Dans le Palm Beach Daily Newsdu 11 février 1980, interviewée par Kathleen Quigley, elle donne son point de vue : « Je veux qu’une peinture s’arrête quand elle en a dit juste assez pour que vous puissiez y entrer avec votre imagination et la finir de la manière que vous souhaitez la voir » ; Elle précise la différence à ses yeux entre les artistes français et américains : « New York vous conduit à l’abstraction (…) Vous n’êtes pas la même personne dans un paysage magnifique ou à côté d’une usine. (…) La qualité de la lumière en Europe est exceptionnelle. C’est elle qui a fait grandir des générations de peintres ».

Petit port en Méditerranée

### 1951-2004:Plus de cinquante ans de peinture
Au cours de ses 50 ans d’expositions, Théobald a peint plus de 3 500 toiles. Elle aimait les paysages de France, d’Italie, d’Espagne, du Liban, de la Turquie, d’Israel, du Mexique… les couleurs des marchés espagnols, mexicains, italiens, marocains, finlandais… les ruelles grecques, les canaux vénitiens… Et les ports, de la mer du Nord à la Méditerranée : Hambourg, Honfleur, Douelan, Cherbourg, Le Croisic, St-Tropez, Antibes, La Rochelle, Cassis… Et Hydra, Mykonos, Portofino, Viareggio… les toits de Florence, ceux de Dubrovnik, les chemins de Taxco, de Jérusalem, les rues de Manhattan … et toujours Paris, ses ponts, ses places, ses bords de Seine.
Réputée aussi pour ses orchestres, elle les peint, symphoniques ou en quatuor, de dos, de face, en répétition, et en fait des lithographies.
L’essentiel de son œuvre a pris place dans des collections privées d'Europe, du Japon et des États-Unis. Sa dernière exposition a lieu en 2004 à Houston, avant une exposition posthume en 2014.

## Expositions

### Expositions particulières
- France : 
  - Paris, Galerie Cardo-Matignon : 1951
  - Metz, Galerie Louyot : 1954
  - Metz, Galerie Schmitt, Mutualité : 1955
  - Paris, Galerie Tedesco : 1954, 1956
  - Paris, Galerie du Seizième : 1958
  - Paris, Galerie Paul-Cézanne : 1959
  - Paris, Atelier Matignon : 1962, 1963, 1964
  - Paris, Galerie Marigny : 1965
  - Strasbourg, Galerie d’Argens : 1967
  - Paris, Galerie Colette Dubois : 1973
- Europe : 
  - Belgique : Galerie Lucidel, Mons : 1961, 1962, 1966, 1968
  - Belgique : Galerie Reflets, Bruxelles : 1962, 1965, 1966, 1969,
  - Allemagne : Galerie Carroll, Munich : 1963
  - Belgique : Galerie Reflets, Bruxelles : 1971, 1973, 1975, 1977, 1979
  - Finlande : Galerie Casin Partinen, Helsinki : 1975
  - Suède : Galerie Bengtsson, Stockholm :  1976, 1978, 1980, 1982
- Japon :
  - Tokyo : Marubeni 1981, 1986
- États-Unis : 
  - San Francisco, De Young Museum : 1963
  - David Shore gallery, Bervely Hills : 1964
  - New York, Frank Partridge gallery : 1964, 1965
  - New York, Emile Walter gallery, 57e rue : 1968
  - Washington DC, Congressional Country Club : 1969
  - Dallas, Texas, Fairmount gallery : 1969
  - Palm Beach, Floride, Faro-Walter galleries : 1970
  - Houston, Texas, John P. Klep gallery : 1970
  - Dallas, Texas, Fairmount gallery  : 1971, 1972
  - Washington DC, Watergate galleries : 1972
  - New York, Wiener gallery, Madison avenue : 1973
  - Dallas, Texas, Phillips gallery : 1975, 1978, 1981, 1985
  - Houston, Texas, Phillips-Flynt galleries : 1980, 1983, 1987
  - Palm Beach, Floride, Phillips gallery : 1980, 1982, 1984, 1990
  - Houston,Texas Nolan-Rankin galleries : 1993, 1998, 2004
  - Houston,Texas Nolan-Rankin galleries : Exposition posthume 2014

### Expositions collectives
- Paris : Salon des Jeunes peintres, 1954, 1955, 1958.
- Paris : Sélection du Prix Pacquement, musée d’Art moderne
- Paris : Les Grands et les Jeunes d’aujourd’hui, Musée d’art moderne, Paris, 1958
- Paris : Les Peintres Témoins de leur Temps, musée Galliera, 1960
- Francfort : Groupe de l'Europeinture, 1964
- Bruxelles : Maîtres et jeunes maîtres de l'École de Paris
- Québec : Les Artistes français, Montréal
- Londres : Galerie d’art Guilhall, 1972
- Tokyo : Les Peintres témoins de leur temps, 1973, 1974
- Moscou : 1re exposition d'art contemporain français, musée Pouchkine, 1975
- Léningrad : Art contemporain français, musée de l'Ermitage, 1975
- Koweït : 1re exposition de l'Art français, musée des Beaux-Arts, 1975
- Pékin et Shanghaï : Sélection de peintres français, 1994
- Philadelphie : Cinq peintres français, Newman Saunders Gallery, 1998
- Carbondale, South Illinois : 50 ans de l’École de Paris, musée de l’Université, 1998

### Grands Salons parisiens
- Salon des artistes français
- Salon d’automne
- Salon Comparaisons
- Salon du dessin et de la peinture à l'eau
- Salon des Indépendants
- Salon de la jeune peinture
- Salon de la Marine
- Salon de la Société nationale des Beaux-Arts.
- Salon Terres Latines
- Salon de Courbevoie 1979

## Distinctions et récompenses
- 1er prix de paysage au Concours international de Deauville, 1953
- Bourse de voyage de la Ville de Paris, 1956
- 1er prix de composition au Grand Prix international de peinture de Cannes, 1957
- 1er prix de la Société des amateurs d’art et collectionneurs, 1962
- Médaille de vermeil des Arts-Sciences-Lettres, 1967
- Médaille d’argent du Grand prix de la ville de Tours
- Médaille d’argent de la Société des artistes français, 1984
- Médaille de la ville de Châlons sur Marne, 1989

## Réception critique
- « Théobald est une énigme. Théobald est un cas. Parmi les milliers de femmes qui peignent ou font semblant, on peut compter sur les doigts de la main celles qui sont de vrais peintres. Le XIXe siècle, celui de tous les talents, a eu Rosa Bonheur, Eva Gonzalès, Berthe Morizot, Mary Cassatt. C’est inhabituel. La seule femme peintre de la première moitié du XXe siècle, Suzanne Valadon, domine de très haut l’admirable Marie Laurencin, qui fut la reine de l’École du tout-Paris, après avoir été l’égérie du Cubisme. Théobald appartient à la minorité talentueuse de ce deuxième demi-siècle. Elle a la puissance et elle a la couleur. (…) Dans toutes ses compositions, elle ne choisit jamais les sujets qui, par leurs grâces languides, ont la préférence de ses collègues. Elle sait éliminer d’instinct la banalité sirupeuse et minaudière. Sa touche, virile et sûre, est aux antipodes de cette fausse poésie qui caractérise les productions féminines ». Jean Bardiot dans Spectacle du Monde, février 1963.
- « De son voyage en Grèce et aux États-Unis, Théobald a ramené de remarquables paysages, solides, audacieux, d’une touche impérieuse. Elle excelle à nous restituer l’atmosphère des rues new-yorkaises, leur architecture, mais aussi la lumière du Péloponnèse et des rivages grecs. Quels contrastes entre telle rue de Manhattan enfiévrée et les petits ânes de Mykonos, paisibles et rêveurs. Théobald sait allier à une fraîcheur spontanée le lyrisme le plus viril. (…) Elle peut tout se permettre ». Le Journal de l’Amateur d’art, 1963.
- « La peinture de Théobald est une profession de foi, un appel à la vie, à la lumière, au ciel et à la mer. (…) Un long voyage nous entraîne du Mexique en Hollande, de Turquie en Provence, de New York en mer Egée ; nous sommes transportés par les brumes voilées d’un ciel évaporé ou par la légèreté des horizons de pureté. La Provence éclate de violets et jaunes chaleureux (…) Les ports embrassent une eau d’un bleu vibrant et nuancé (…) ». Le magazine, qui consacre une pleine page à cette exposition, titre : « Théobald, peintre de l’impalpable ». Pierre-Edouard Prins dans L’Amateur d’art, 1973.

## Collections publiques
- France, musée de la ville de Paris, en mars 1960 - France, musée de Saint-Maur : L’arbre, huile sur toile, 73 cm x 50 cm, peinte en 1962
- France, musée Paul Delouvrier, Cathédrale d’Evry : Matines, huile sur toile, 92 cm x 65 cm, peinte en 1960
- Angleterre, musée de la ville de Londres
- Algérie, musée de Bougie (Béjaïa) : Safi », huile sur toile, 50 cm x 61 cm, peinte en 1957
- Portugal, musée de Ovar : Bretagne, huile sur toile, 46 cm x 55 cm, peinte en 1972
- États-Unis, De Young Museum, San Francisco, 1963.

## Archives nationales

Théobald, L’Orchestre de jeunes

Le fonds Renée Théobald conservé aux Archives nationales contient notamment : des articles de presse, revues, catalogues et annuaires, ses cartes d’exposants et de sociétaires des Salons de peinture, le recensement et les photos de ses toiles, ses dessins originaux des Beaux-Arts, des gouaches originales, ses 33 différentes lithographies, les invitations et affiches de ses expositions, ses agendas, sa correspondance, ses notes de voyages et documents officiels de 1955 à 2012.